# Ernst Stocker (Politiker)

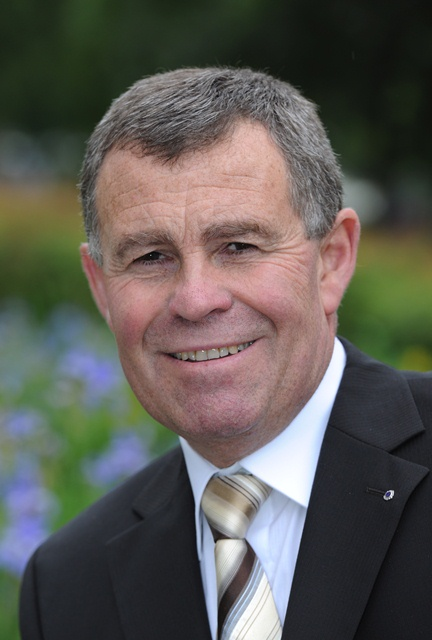
Ernst Stocker (2010)

Ernst Stocker-Rusterholz (* 20. April 1955 in Wädenswil; heimatberechtigt ebenda) ist ein Schweizer Politiker (SVP). Seit Mai 2010 ist er Regierungsrat des Kantons Zürich. Er war zunächst Vorsteher der Volkswirtschaftsdirektion, ehe er 2015 die Finanzdirektion übernahm. Im Amtsjahr 2015/16 war er Regierungspräsident.

## Leben
Stocker schloss 1983 seine Ausbildung zum eidgenössisch diplomierten Meisterlandwirt ab und führte später einen landwirtschaftlichen Betrieb. Diesen hat er inzwischen seinem Sohn verpachtet. Seine politische Karriere begann er 1975 mit dem Eintritt in die Schweizerische Volkspartei in Wädenswil, die er zwischen 1992 und 1998 präsidierte. Stocker ist Mitglied des Vorstandes der SVP des Kantons Zürich.
Ab 1987 gehörte Ernst Stocker dem Zürcher Kantonsrat an. Dort war er von 1987 bis 1991 Mitglied der Verkehrskommission, von 1991 bis 1998 Mitglied der Geschäftsprüfungskommission und Mitglied der PUK I, von 1999 bis 2007 Mitglied der Geschäftsleitung des Kantonsrates und seit 2007 Mitglied der Kommission für Staat und Gemeinden sowie Präsident der Spezialkommission Integration. Im Amtsjahr 2003/2004 war er Präsident des Kantonsrates.
Auf Gemeindeebene war Ernst Stocker ab 1998 Stadtrat von Wädenswil. Dort amtierte er von 1998 bis 2002 als Vorsteher der Gesundheits- und Sicherheitsabteilung und von 2002 bis 2006 als Vorsteher der Bau- und Planungsabteilung. 2006 wurde er zum Stadtpräsidenten von Wädenswil gewählt.
Am 25. September 2009 wurde Ernst Stocker von den Delegierten der SVP des Kantons Zürich zum Regierungsratskandidaten für die Ersatzwahlen am 29. November 2009 nominiert, bei der er schliesslich als Nachfolger von Rita Fuhrer gewählt wurde. Am 1. Mai 2010 trat er sein Amt als Zürcher Regierungsrat und Vorsteher der Volkswirtschaftsdirektion an. Seit dem gleichen Tag ist er Mitglied des Bankrats der Schweizerischen Nationalbank.
Bei den Gesamterneuerungswahlen am 3. April 2011 wurde Ernst Stocker als Regierungsrat in seinem Amt bestätigt. Er erzielte das zweitbeste Resultat der bisherigen Regierungsräte und das drittbeste aller Kandidierenden. Bei den Gesamterneuerungswahlen am 12. April 2015 wurde Ernst Stocker in seinem Amt erneut bestätigt und wechselte in die Finanzdirektion. Er erzielte das drittbeste Ergebnis aller Kandidierenden.
Für die Regierungsratswahl im Frühling 2019 trat Ernst Stocker wieder an. In der Delegiertenversammlung der SVP Kanton Zürich wurde er zusammen mit Natalie Rickli nominiert. Er wurde vom Volk für weitere vier Jahre wiedergewählt. Er erzielte das drittbeste Ergebnis aller Kandidierenden.
Aufgrund der gesetzlichen Amtszeitbeschränkung erfolgt sein Rücktritt als Mitglied des Bankrats der Schweizerischen Nationalbank per 30. April 2022. Zu seiner Nachfolgerin wurde Cornelia Stamm Hurter gewählt.
Bei den Regierungsratswahlen 2023 wurde Stocker für eine vierte Amtszeit wiedergewählt. Er erzielte das drittbeste Resultat.

## Privates
Ernst Stocker ist verheiratet, Vater von zwei Kindern und wohnt im Ortsteil Wädenswiler Berg in Wädenswil. Er hat den militärischen Dienstgrad Adjutant Unteroffizier.